# Cupidité

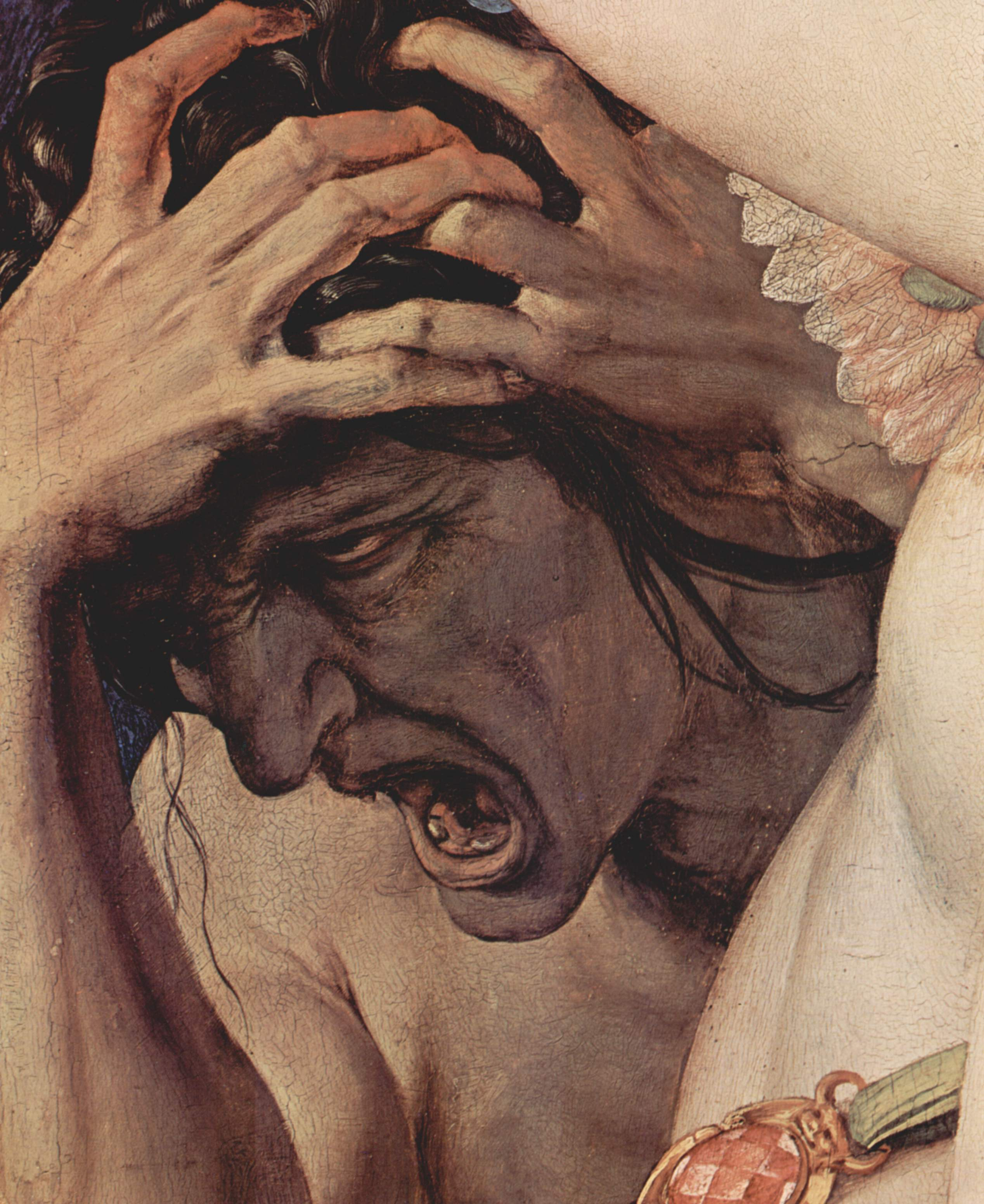
Cupidité ou Envie dans LAllégorie du triomphe de Vénus (détail).

La cupidité est la recherche immodérée du gain et des richesses. Passion humaine, elle se distingue de l’avarice, de la convoitise (cupiditas en latin, qui en est donc un faux-ami) ou de l’avidité.
Adam Smith a présenté la cupidité sous deux formes : « désir d’enrichissement » et jouissance. Georg Simmel (1858-1918) distingue la cupidité de l’avarice : « la cupidité et l'avarice ne sont absolument pas des phénomènes concomitants, même s'ils partagent fondamentalement la même finalité absolue : l'argent. »